# Medersa Sahrij

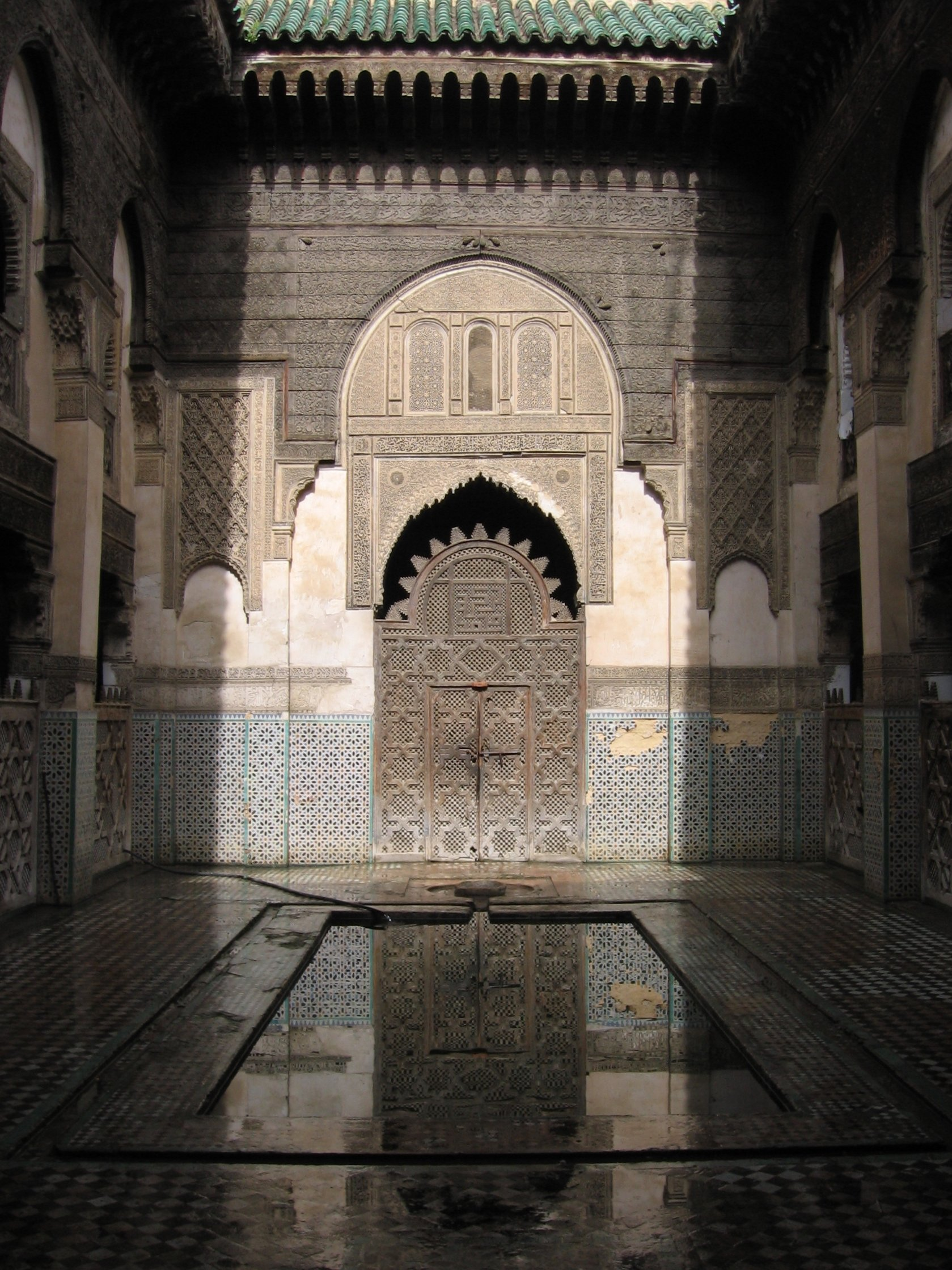
La Medersa Sahrij en 2008.

La Medersa Sahrij doit son nom a son grand bassin situé dans la cour. Elle est composée de trois  bâtiments : la medersa principale avec le bassin , la Medersa des Sbaiyine (les sept lecteurs du Coran), et une maison d'hôte dite « Dar Chiakh ».
La Medersa contient deux salle de cours et vingt-six chambres pour les étudiants venant de loin, elle sera réservée aux étudiants de la filière de la calligraphie Marocaine à l’Université Al Qaraouiyine.